# 大竹美喜
大竹 美喜（おおたけ よしき、男性、1939年5月14日 - ）は、日本の実業家。アメリカンファミリー生命保険（AFLAC）日本支社設立者、元日本における代表者・社長・最高顧問。日本における外資系生命保険・がん保険の草分け。広島県庄原市出身。

## 来歴・人物
中国山地豪雪地の農家の生まれ。広島県立庄原実業高校在学中は、サッカー部を創設するなどスポーツ少年だった。広島農業短期大学（現県立広島大学）卒業後、市長から農村の指導者になって欲しいと頼まれ、1960年に畜産技師を目指し米国に留学。ところが帰国した時は高度成長期の最中で農業は衰退しかかっており、転換期で諦め、地元選出の代議士・永山忠則（元自治大臣）の秘書となる。政治の腐敗ぶりが嫌になり三年で辞め、永山が社会保険制度の専門だった事もあり、AIU保険会社に就職しトップセールスマンとなる。またアリコジャパン設立にも関わった。その後これら外資系保険の代理店を起業。32歳の時、「がん保険」専門で米国では歴史の浅い『アメリカンファミリー生命保険』の創業者・ウィリアム・エイモスから「日本市場進出がうまくいかず困っている、引き受けてくれないか」と頼まれ、自身の代理店を兼ね同社東京事務所代表となった。
当時の生命保険業界は、多くの商品を揃えた大手国内保険会社が市場を独占。外資系生命保険の新規認可は困難で、また、がん保険は日本では未開拓の分野。日本人は特にがんに対して強い抵抗があり、がん保険一本で行くという大竹に「うまくいく訳ない、やめとけ」とまわりから忠告された。がん保険の許可申請に多くの困難を伴い、本社からも「もういい」と言われ一旦手を引かれた。このため借金をして会社を存続させながら、当時の金融界のフィクサーであった常盤橋経済研究所の大橋薫 (経済評論家) や当時の大蔵大臣福田赳夫を動かし大蔵省、厚生省と折衝を重ね2年半かけてようやく認可を取得した。
(大東亜省出身でジャパンタイムスの記者であった大橋薫 や大蔵省出身の福田は各都市銀行頭取クラス及び大蔵省の局長以上に対する影響力は絶大なものがあった）
奔走中、田中角栄首相から「公的な医療保険、社会保険制度は遠からず崩壊する。これからは君達民間が主役で公は脇役だ。いい仕事を持ち込んでくれた」と激励されたことが信念につながったという。
1974年、日本初の「がん保険」を発売し『アメリカンファミリー生命保険（AFLAC、アフラック）日本社』を設立。以後「がん保険」を柱に、これも日本で未開拓だった「痴呆介護保険」などの商品をヒットさせる。また当時損保業界にしか無かった代理店制度を初めて生命保険会社に導入。米国では一般的な、代理店が代理店を指導するという総代理店制度をそのまま導入しようとしたが、ネズミ講まがいと批判されたため、企業や各種団体などの法人を代理店とした。オイルショック後の不景気もあって代理店希望が急増、またCM枠もガラ空きでCMも安く打て「がん保険」を世に広める事ができた。こうして同社を個人生命保険保有契約件数日本一、総資産約5兆円、国内最大の外資系生命保険会社に急成長させた。一時、米国親会社の3倍の収益を上げ、日本支社の保険料収入が全世界の7割を占めたこともある。1986年同社社長・米AFLAC本社取締役を兼任。1995年に会長、2003年には最高顧問となる。
同社が米国ジョージア州に本拠を置くため、同州とコロンバス市の名誉市民に選ばれている。また1992年連邦議会が「大竹美喜氏への賛辞表明」を議会記録に公式記載した。社外活動として産業経済新聞社取締役、経済同友会幹事、同会医療保険制度改革研究会座長、国際科学振興財団副会長、国際経営者協会副会長、ニュービジネス協議会副会長、中小企業金融公庫全国新事業育成審査会委員長など多くの役職に就くほか、村山内閣時代に経済審議会「次代を担う人材小委員会」委員を務め、その他広島大学特別顧問、明治学院理事、筑波大学経営協議会委員、文京学院大学大学院客員教授、中国山地やまなみ大学学長、人間力大賞選考委員長などに就き人材育成にも力を入れ講演も多い。2000年米国経済誌ビジネスウィーク(Business Week)で「アジアのスター50人」に選出。2001年藍綬褒章受章。キリスト教に基づいた道徳再武装運動から発展したイニシアティブス・オブ・チェンジの理事も務めた。
2013年1月から教育再生実行会議の委員を務める。
2015年3月末をもって、75歳で社業を離れるという米国本社の規定により最高顧問を退任。

## 著作
- これでいいのかニッポン、NHK出版社(1994年9月)
- 医療ビッグバンのすすめ、NHK出版社(1998年4月)
- ポケットの中の人間学、NHK出版社(1997年4月)
- 医療ビッグバンのすすめII、NHK出版社(2000年1月)
- 仕事で本当に大切にしたいこと、かんき出版(2004年6月)
- リーダー改造論、社団法人金融財政事情研究会(1999年1月)
- 人生大学、扶桑社(2003年2月)